# Изегем
Изегем (нидерл. Izegem, з.-флам. Yzegem) — город в северо-западной Бельгии в провинции Западная Фландрия, расположен в 8 км к юго-востоку от г. Руселаре и 10 км севернее города Кортрейк.
Население — 27.363 жителя (1.01.2012).

## История
Самое раннее письменное упоминание о городе Isinchechem датируется 1066 годом. В 1582 Филипп II возведен Изегем в статус округа. Король Людовик XIV в 1678 году присвоил ему звание «княжества». Последний потомок Gand-Vilain, князей Изегема, умер на эшафоте в Париже в 1794 году.

## Города-побратимы
- Отон, Бельгия
- Бад-Цвишенан, Германия
- Злин, Чехия
- Хильдерс, Германия
- Байёль, Франция

## Известные уроженцы и жители
- Брёйнел, Йохан (р. 1964) — бельгийский шоссейный велогонщик и генеральный менеджер команд.